# Cecilia Blanco García
Cecilia Blanco García (Madrid, 23 de febrer de 1979) és una esportista espanyola que va competir en judo, guanyadora de quatre medalles al Campionat Europeu de Judo entre els anys 2001 i 2011.
Va participar en dos Jocs Olímpics d'Estiu als anys 2004 i 2012, la seva millor actuació va ser un setè lloc assolit en Atenes 2004 en la categoria de –70 kg.

## Palmarès internacional
| Campionat Europeu | Campionat Europeu   | Campionat Europeu | Campionat Europeu |
| Any               | Lloc                | Medalla           | Categoria         |
| ----------------- | ------------------- | ----------------- | ----------------- |
| 2001              | París ( França)     | 2                 | –70 kg            |
| 2004              | Bucarest ( Romania) | 2                 | –70 kg            |
| 2010              | Viena ( Àustria)    | 3                 | –70 kg            |
| 2011              | Istanbul ( Turquia) | 2                 | –70 kg            |